# Original Sinners
Original Sinners – czwarty album studyjny zespołu Chelsea wydany w sierpniu 1985 przez wytwórnię Communiqué. Materiał nagrano w lutym 1985 w londyńskim studiu "Blackwing".

## Lista utworów
1. "Two More Hours" (T. Briffa, Chelsea)
2. "Break This Town" (T. Briffa, Chelsea)
3. "Monica, Monica" (T. Briffa, Chelsea)
4. "Valium Mother" (T. Briffa, Chelsea)
5. "Shine the Light" (T. Briffa, Chelsea)
6. "Let's the Side Down Boys" (T. Briffa, Chelsea)
7. "Maggie's Men" (Chelsea, D. Goodman)
8. "Believe Me" (T. Briffa, Chelsea)
9. "My Best Friend" (T. Briffa, Chelsea)
10. "Amazing Adventures" (D. Goodman, Blade, Hass)

## Skład
- Gene October – śpiew
- Tim Briffa – gitara
- Phoenix – gitara
- Pete Dimmock – gitara basowa
- Geoff Colvill – perkusja

produkcja
- John Fryer – inżynier dźwięku
- Dave Goodman – producent